# Titus Tobler
Titus Tobler, född den 25 juli 1806 i Stein, död den 21 januari 1877 i München, var en schweizisk orientalistiker.
Tobler var läkare, men gjorde sig främst känd genom sina topografiska undersökningar av flera trakter i Palestina, vilket han flera gånger besökte. Hans främsta arbete på detta område är Topographie von Jerusalem und seinen Umgebungen (2 band, 1853-54).